# Mary Osborn

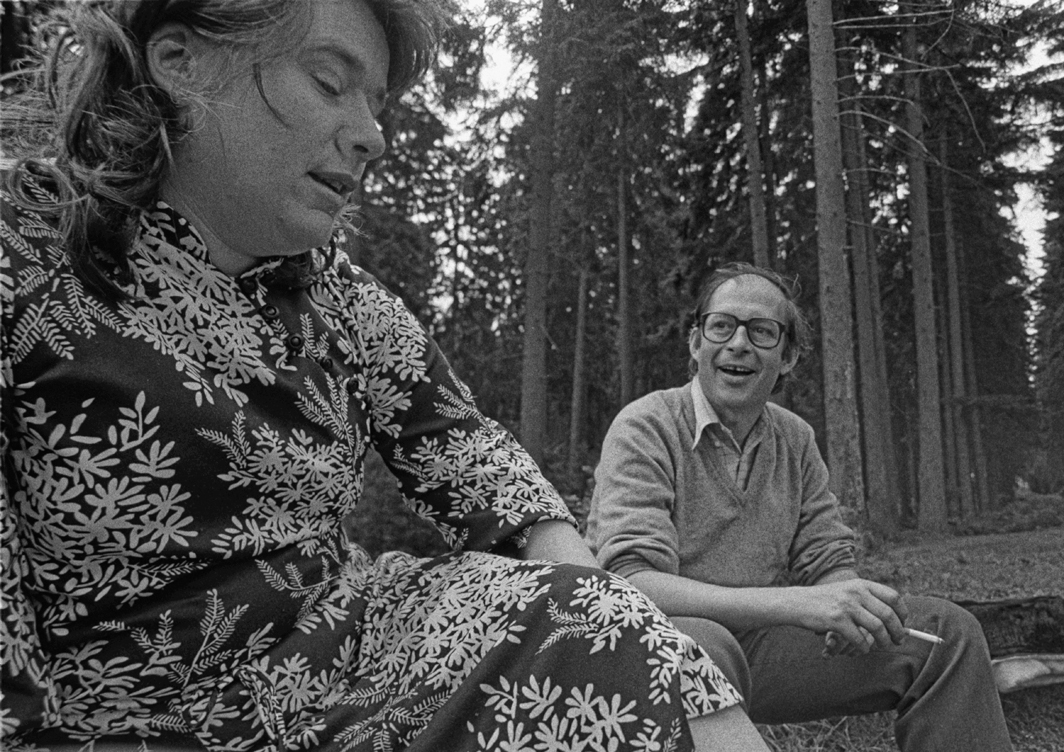
Mary Osborn und ihr Mann Klaus Weber

Mary Osborn (* 16. Dezember 1940 in Darlington) ist eine britische Zellbiologin. Sie war von 1989 bis 2005 Professorin für Zellbiologie an der Georg-August-Universität Göttingen.

## Leben und Wirken
Sie besuchte das Cheltenham Ladies’ College in Cheltenham und studierte anschließend Mathematik und Physik an der University of Cambridge in Großbritannien. Dieses schloss sie mit einem Bachelor in Physik ab. Danach machte sie 1963 ihren Master in Biophysik an der Pennsylvania State University in den USA mit der These Segregation of DNA in "E. coli" : observations by means of H 3-thymidine decay. Dort wurde sie 1967 promoviert. Ihre Doktorarbeit trug den Titel The determination and use of mutagen specificity in bacteria containing nonsense codons.
Osborn forschte als Postdoktorandin an der Harvard University in Cambridge (Massachusetts). Dort traf sie auch mit dem Nobelpreisträger James Watson zusammen. Sie hatte drei Jahre lang akademische Positionen im Laboratory of Molecular Biology in Cambridge unter Sydney Brenner und dem Nobelpreisträger Francis Crick sowie im Cold Spring Harbor Laboratory inne; dort war sie zweieinhalb Jahre tätig.
Im Jahr 1975 wechselte sie zusammen mit ihrem Mann, Klaus Weber, an das Max-Planck-Institut für biophysikalische Chemie in Göttingen; 1989 wurde sie zudem Honorarprofessorin der Medizinischen Fakultät der Universität Göttingen. 
Sie wurde im Jahr 2005 emeritiert.

## Forschungsarbeit
Osborn ist vor allem für die sogenannte Immunfluoreszenz-Mikroskopie bekannt. In den 1970er Jahren gelang es ihr zusammen mit ihrem Mann, das Innenleben von Zellen farbig darzustellen. Mit Hilfe speziell dafür entwickelter Antikörper konnten sie Mikrotubuli und Intermediärfilamente, Bausteine des Cytoskeletts, sichtbar machen. So konnte Osborn aufzeigen, dass die Mikrotubuli in der Zelle Strukturen bilden, über die der intrazelluläre Transport stattfindet.
Weber und Osborn gelang es ebenfalls, Intermediärfilamente farbig darzustellen, und sie zeigten die Anordnung sowie Funktion von Mikrotubuli und Intermediärfilamenten in Hunderten von Zellen gleichzeitig auf. Diese Methode wird heute von Zellbiologen in der ganzen Welt angewandt.
Weitere Forschungen, die Osborn und Weber zusammen mit dem Heidelberger Zellbiologen Werner Franke anstellten, zeigten, dass Zellen durch die Intermediärfilamente einen „Fingerabdruck“ erhalten. Die Forscher konnten insgesamt fünf unterschiedliche Haupttypen des Filaments entdecken, die sich je nach Zelltyp unterscheiden.
Besonders für die Krebsdiagnostik ist diese Entdeckung bedeutend: Wenn eine Körperzelle zu einer Krebszelle wird, behält sie den „Fingerabdruck“ ihrer Ursprungszelle bei. So können Antikörper, die diese spezifischen „Fingerabdrücke“ erkennen können, zur Krebsdiagnose genutzt werden. Diese Methode ist vor allem für die zehn bis fünfzehn Prozent der Tumore, die mit herkömmlichen Mitteln nur schwer zu identifizieren sind, wichtig. Große Anteile an der Entwicklung dieser Methoden hatten zudem die Pathologen Michael Altmannsberger, Alfred Schauer und Wen Domagala.
Weber und Osborn entwickelten ein weiteres Verfahren, das heute weltbekannt ist: die sogenannte SDS-Gelelektrophorese. Dieses Verfahren hilft, die Größe von Protein-Untereinheiten zuverlässig zu bestimmen.

## Wissenschafts- und Forschungspolitik
Osborn ist in vielen Gremien, Fachbeiräten und Preiskomitees vertreten und setzt sich in diesen dafür ein, dass Nachwuchsforscher besser unterstützt werden und sich die Bedingungen für Wissenschaftler verbessern. Zudem vertritt sie seit dem Beginn der 1990er Jahre die Meinung, dass Spitzenpositionen in der Wissenschaft mit mehr Frauen besetzt werden müssen.
Nachdem sie sich in mehreren Fachzeitschriften kritisch darüber geäußert hatte, wurde auch die Europäische Union auf dieses Problem aufmerksam. Osborn leitete eine Expertengruppe, die auf Bitten der EU eingerichtet worden war. Diese Gruppe erstattete dem EU-Forschungskommissar Philippe Busquin Bericht, erarbeitete die ersten Vergleichszahlen und veröffentlichte diese dann im sogenannten ETAN-Bericht. Dieser Bericht deckte auf, wie wenige Frauen Spitzenpositionen in der Wissenschaft innehaben und machte konkrete Vorschläge, wie diesem Manko beizukommen sei. Die EU begann daraufhin, die Teilnahme von Wissenschaftlerinnen an EU-Förderprogrammen zu prüfen. Zudem wurde der Frauenanteil in mehreren wissenschaftspolitischen Gremien auf über 20 Prozent erhöht. Außerdem werden jetzt Statistiken erstellt, die alle drei Jahre veröffentlicht werden, die die aktuelle Situation von weiblichen Wissenschaftlern zum Inhalt haben.

## Auszeichnungen und Mitgliedschaften
Osborn erhielt für ihre wissenschaftliche Arbeit und ihr Engagement viele Auszeichnungen. Dazu zählt der Meyenburg-Preis für Krebsforschung, der ihr 1987 zuerkannt wurde, oder der Carl-Zeiss-Preis, den sie 1998 erhielt. 2002 wurde ihr der UNESCO-L’Oréal-Preis für Frauen in der Wissenschaft verliehen. Die Universität Göttingen verlieh ihr die Dorothea-Schlözer-Medaille.
Durch die Pommersche Medizinische Universität in Stettin wurde ihr 1997 die Ehrendoktorwürde verliehen.
Am 6. März 2014 wurde ihr durch die Bundesbildungsministerin Johanna Wanka das Bundesverdienstkreuz 1. Klasse verliehen.
Osborn ist gewähltes Mitglied der Academia Europaea (1995) und der European Molecular Biology Organisation.

## Schriften (Auswahl)
- als Herausgeber mit Klaus Weber: Cytoskeletal proteins in tumor diagnosis. Cold Spring Harbor Laboratory, Cold Spring Harbor NY 1989, ISBN 0-87969-325-8.
- mit der Europäischen Kommission und der Generaldirektion Forschung: Wissenschaftspolitik in der Europäischen Union. Förderung herausragender wissenschaftlicher Leistungen durch Gender Mainstreaming. Bericht der ETAN-Expertinnenarbeitsgruppe „Frauen und Wissenschaft“. Amt für amtliche Veröffentlichungen der Europäischen Gemeinschaften, Luxemburg 2001, ISBN 92-828-8876-2, (Digitalisat (PDF; 1 MB)).